# Asclepias rosea
Asclepias rosea är en oleanderväxtart som beskrevs av Carl Sigismund Kunth. Asclepias rosea ingår i släktet sidenörter, och familjen oleanderväxter. Inga underarter finns listade i Catalogue of Life.